# Mángorló

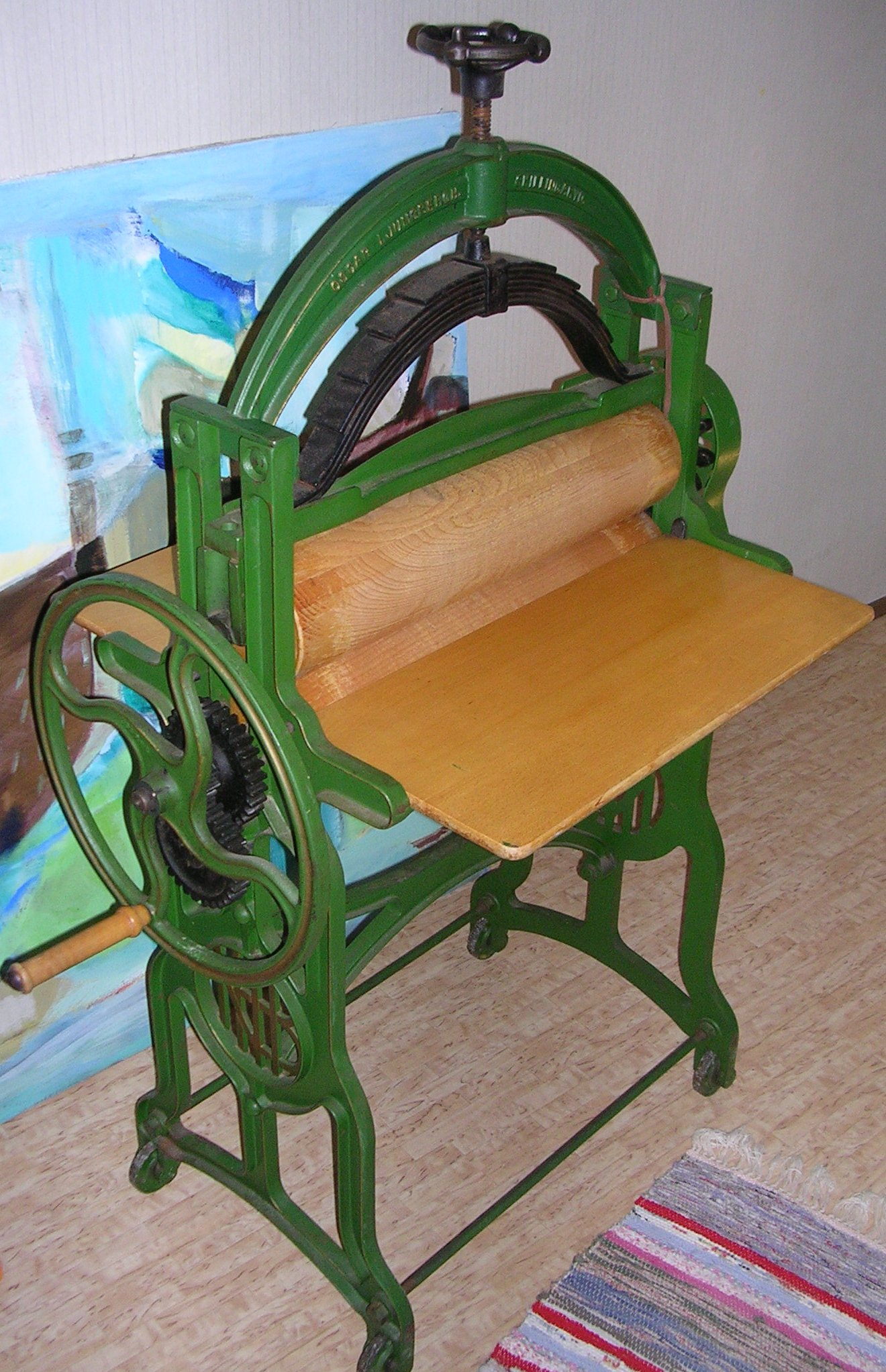
Norahammars Bruk gyártmányú 3005-2 típusú mángorló 1934-ből

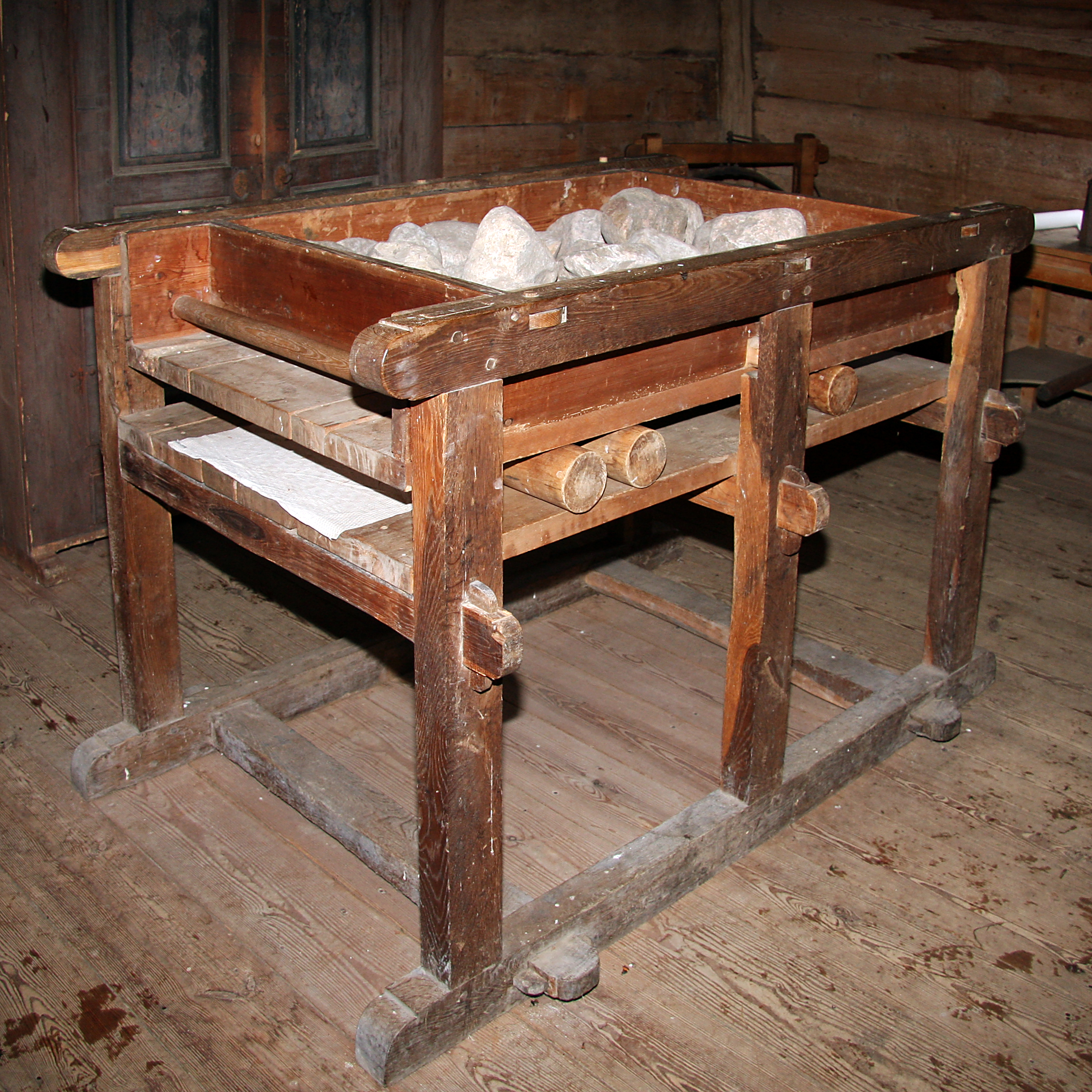
Köves mángorló Svédországból

A mángorló kézi hajtású gép a textiláruk hagyományos mosásánál a mosás során szerzett gyűrődések kisimítására. A mángorló a 19. században és a 20. század első felében elterjedt háztartási gép volt, mely a vasalás megkönnyítését, egyes esetekben helyettesítését szolgálta. 
A mángorló erős (és nehéz, hogy ne boruljon fel a hajtásához szükséges erőtől) öntöttvas állványra szerelt fa asztalból és két keményfa hengerből állt. Az egyik hengert fogantyúval ellátott kézikerék hajtja, ennek a hengernek a csapágyai az öntöttvas állványba mereven rögzítettek, a másik henger viszont csavarral emelhető és süllyeszthető a kívánalmaknak megfelelően vagy a két hengert egy erős laprugó szorítja egymáshoz. A két hengert (melyek azonos átmérőjűek) fogaskerekes kapcsolat köti össze, úgy, hogy forgásirányuk ellentétes legyen. A gép kezelője a kicsorgatott, de még nyirkos kelméket (ágyneműt, abroszt, törülközőt, vég vásznat) felhelyezi az asztalra, kézzel beigazítja a két henger közti résbe és lassan megforgatja a kézikereket. A hengerek besodorják az anyagot és erősen összenyomva kisimítják a mosás során szerzett gyűrődéseket. Az eredmény általában nem tökéletes, a mángorlás után közvetlenül az ágyneműt még ki szokták vasalni, hogy kihasználják a kelmék enyhe nedvességét. A mángorlás a vasalás fárasztó munkáját nagyon megkönnyítette. 
A textiltisztító iparban a háztartási mángorlókhoz hasonló, motorral hajtott hengerpárokat vagy több hengerből álló gépeket ma is sok helyen használnak.  
A háztartási mosógépek megjelenésével a kis háztartásokból kiszorult a  mángorló, de voltak még olyan korai mosógépek, melyek a kimosott ruha kicsavarásához centrifugálás helyett miniatűr gumírozott felületű hengerpárt használtak. 
A paraszti háztartásokban a 17. századtól elterjedt mángorló nem gép volt, hanem egy jellegzetes alakú rövid, nyeles deszka, melynek segítségével a vászondarabot kézzel simították.
A mángorlót igen régen használják, azonban a korábbiak más elven működtek: egy hosszú fa lapra kiterítették a teljes kelmét, majd csapágyazatlan fa görgőket gurítottak rá, melyeket felülről egy nagy ládában ráhelyezett súlyos kövek nyomtak le. Néhányszor végiggörgetve a ládát a kelme kisimult. Ilyen muzeális ipari mángorló látható többek között a pápai Kékfestő Múzeumban. 
A dobozos mángorlót 1850-ben találta fel Patty Colucci bútorgyáros Angliában, ez a régi manufaktúrákban használt mángorlók olcsó, kicsinyített változata volt. A kézikerekes mángorló szintén a 19. század első felében jelent meg.
Lengyelországban még a legutóbbi időkig népszerűek voltak a bérmángorlók, ezek üzlethelyiségben működtek, motoros hajtású, gőzzel fűtött hengerekkel ellátott mángorlókat használtak.